# Sūrān-e Soflá
Sūrān-e Soflá (persiska: سوران سفلی) är en ort i Iran.   Den ligger i provinsen Kermanshah, i den västra delen av landet, 500 km väster om huvudstaden Teheran. Sūrān-e Soflá ligger 1 517 meter över havet och antalet invånare är 133.
Terrängen runt Sūrān-e Soflá är kuperad.Runt Sūrān-e Soflá är det ganska tätbefolkat, med 60 invånare per kvadratkilometer. Närmaste större samhälle är Eslāmābād-e Gharb, 12,5 km söder om Sūrān-e Soflá. Omgivningarna runt Sūrān-e Soflá är i huvudsak ett öppet busklandskap.